# سيسيل غاردنر
سيسيل غاردنر (1858 في المملكة المتحدة - 1902) (بالإنجليزية: Cecil Gardner)‏ هو لاعب كريكت نيوزلندي.